# Ереванский фестиваль анимационного кино 2009
РеАнимания 2009 — ежегодный открытый международный фестиваль анимационного кино проходивший в Армении осенью 2009 года

## История
С 3 по 6 октября 2009 года в Армении прошел первый открытый Ереванский международный анимационный кинофестиваль. В фестивале приняли участие представители более чем 31 страны, в конкурсную программу фестиваля были включены 5 полнометражных и более 100 короткометражных фильмов. Помимо этого, в рамках «ReAnimania» состоялись ереванские премьеры следующих работ: «Вальс с Баширом» израильского аниматора Ари Фолмана, «Сита поёт блюз» Нины Пэйли (США), «Идиоты и ангелы» Билла Плимптона (США), «Персеполис» Маржана Сатрапии и Винсента Парону (Франция). Во время проведения фестиваля в Ереване с участием 12 детей в возрасте от 6 до 13 лет был снят анимационный фильм о правах детей.

## Победители и лауреаты конкурса

### Лучший игровой фильм (или полнометражный фильм)
- Награда не вручалась

### Лучший короткометражный фильм
- Дело о хлебе и смерти — Ник Парк (Великобритания)

специальная премия жюри
- Дерево детства — Наталья Мирзоян (Россия)
- Мадагаскар, дневник путешествий — Бастьен Дюбуа (Франция)
- Шизейн — Джерими Клапин (Франция)

лучший армянский короткометражный фильм
- Преследование — Айк Саакянц (Армения)

### Лучшая дипломная работа
- Цирк Милована — Джерландо Инфусо (Бельгия)

дипломант
- /  Перемена — Жень-Шень Гур (Россия / Германия)

### Лучший образовательный фильм
- /  Дрессировщик жуков — Донатас Ульвидас (Литва / Польша)

дипломант
- Манго Пикс — Элен Дюкрок (Франция)

### Лучшая телевизионная программа
- Хот Дог — Майкел (Мигель Анхель Гарсия) (Испания)

дипломант
- Лексикон Руди — Неделько Драгич (Хорватия)

### Лучший фильм по мнению детей
- Слушай меня — Елена Рогова (Венгрия)